# 肯·琼斯 (田径运动员)
肯·琼斯（英語：Ken Jones，1921年12月30日—2006年4月18日），英国男子橄榄球、田径运动员。他曾代表英国参加1948年夏季奥林匹克运动会田径比赛，获得男子4×100米接力银牌。